# Louis Nathaniel von Rothschild
Louis Nathaniel von Rothschild (Beč, Austro-Ugarska, 5. ožujka 1882. – Beč, Austro-Ugarska, 15. siječnja 1955.), austrijski barun i bankar iz austrijskog ogranka bogate židovske obitelji Rothschild.
Rodio se kao četvrto od sedmero djece i treći od petorice sinova u obitelji baruna Alberta Salomona von Rothschilda (1844. – 1911.) i barunice Bettine Caroline de Rothschild (1858. – 1892.), kćerke baruna Mayera Alphonsea de Rothschilda (1927. – 1905.) i Leonore de Rothschild (1837. – 1911.) iz francuske linije obitelji.
Završio je školovanje u akademiji Theresianum u Beču, nakon čega je odradio pripravništvo u bankama u Hamburgu i New Yorku. Poslije očeve smrti 1911. godine, preuzeo je upravu obiteljske banke S. M. von Rothschild, a bio je i na čelu banke Creditanstalt, koju je osnovao njegov djed Anselm Salomon von Rothschild (1803. – 1874.).
Nakon što su njemački nacisti proveli Anschluss i time pripojili Austriju Nacističkoj Njemačkoj 1938. godine, većina je članova austrijske loze Rothschildovih izbjegla iz Austrije, a njihova imovina i obiteljska banka bile su zaplijenjene. Međutim, nacističke vlasti su uspjele uhititi baruna Louisa Nathaniela i zadržati ga godinu dana u pritvoru, a pušten je tek nakon što je obitelj platila visoku otkupninu za njega. Nacisti su mu zaplijenili čitavu imovinu, ali je on bio pušten i uspio je preživjeti holokaust i Drugi svjetski rat.
Godine 1946. oženio je groficu Hildegard Johannu von Auersperg (1895. – 1981.), ali par zbog poznih godina života nije ostavio potomaka. Živjeli su na farmi u Vermontu, SAD. Umro je od posljedica srčanog udara za vrijeme plivanja na Jamajci, 1955. godine.